# Love Me Harder
«Love Me Harder» (с англ. — «Люби меня крепче») — песня Арианы Гранде (исполняемая ею в дуэте с канадским певцом The Weeknd) с её второго альбома My Everything (2014).

## История создания
Первая версия песни была написана Максом Мартином, Петером Свенссоном, Али Паями и Саваном Котечей. (Все они авторы песен и по совместительству музыкальные продюсеры, первые трое из Швеции, а Котеча из США. Ранее Макс Мартине уже работал с Гранде над хитами «Problem» и «Break Free»).
Канадский ритм-н-блюзовый певец The Weeknd, с которым Гранде поёт эту песню, наиболее известен неприличными песнями своего авторства, в которых повествует о своих сексуальных похождениях.
Как рассказывает сайт Songfacts, Ариана Гранде, записав демозапись этой песни, отослала её своему товарищу по лейблу Зе-Уикенду. Тот рассказывал журналу Rolling Stone:
Это была отличная песня, но она была немного слишком уж типичной. Я не мог представить себя на ней. Так что переделал её, сделал её тёмной.
Итак, The Weeknd подправил текст и отослал его обратно продюсеру Арианы Гранде Максу Мартину.
В итоге для The Weeknd сингл стал поворотным в его карьере, его первым хитом. Он говорит: «Мой лейбл как бы дал мне результативный пас. Я думаю, в этот момент для меня звёзды удачно сошлись. Когда я вижу щёлку, я туда проникаю».

## Сюжет песни
В этой песне Ариана Гранде заявляет, что её возлюбленный, если он хочет сделать её счастливой (да и вообще хочет остаться с ней), «должен любить её более жёстко».